# تيد جيبسون
تيد جيبسون هو مجدف كندي، ولد في 7 يونيو 1962 في تورونتو في كندا.

## وصلات خارجية
- تيد جيبسون على موقع الاتحاد الدولي للتجديف (الإنجليزية)
- تيد جيبسون على موقع اللجنة الأولمبية الدولية (الإنجليزية)
- تيد جيبسون على موقع أوليمبيديا (الإنجليزية)